# Райш, Гюнтер
Гю́нтер Ю́лиус Ге́рман Райш (нем. Günter Julius Hermann Reisch; 24 ноября 1927, Берлин, Германия — 24 февраля 2014, там же) — немецкий актёр и режиссёр театра, кино и телевидения. Член Академии искусств ГДР.

## Биография
Сын мастера-пекаря Юлиуса Райша и коммерческой служащей Эрны Райш, урожденной Квайссер. С 1934 года семья жила в Потсдаме, где он учился в средней школе и незадолго до окончания Второй мировой войны был призван в армию. 20 апреля 1944 года в возрасте 16 лет вступил в НСДАП.
После освобождения из американского плена осенью 1945 года участвовал в создании и руководстве театральным ансамблем в молодёжном комитете «Антифа» и в Союзе свободной немецкой молодёжи в Потсдаме. После окончания средней школы брал уроки актёрского мастерства у Вернера Кепича, а с 1947 года обучался на режиссёра в молодёжной студии DEFA. Вступил в СЕПГ.
После экзамена в марте 1948 года стал одним из пяти помощников режиссёра Герхарда Лампрехта. В 1950 году впервые работал с Куртом Метцигом на фильме «Совет богов». Был также ассистентом Метцига на фильмах «Эрнст Тельман — сын своего класса» и «Эрнст Тельман — вождь своего класса», а также его сорежиссёром на фильме «Песня матросов».
В 1955 году снял свой первый художественный фильм «Молодо-зелено». С 1956 года преподавал в киношколе в Бабельсберге. Работал также театральным режиссёром и в 1958 году поставил в Народном театре Ростока спектакль по роману «Война и мир» Льва Толстого.
Фильмы Райша были посвящены таким явлениям повседневной жизни, которые в ГДР называли буржуазными тенденциями. Например, «Лорд с Александерплац» (1967) показал, что брачный аферист может успешно существовать и при социализме. В «Антоне-волшебнике» (1977) Ульрих Тейн воплотил рабочего, который думает только о своей наживе. Райш затрагивал также исторические темы. В 1965 году он поставил биографический фильм о Карле Либкнехте «Пока я жив», который в 1972 году нашёл своё продолжение в фильме «Несмотря ни на что». В 1979 году он снял фильм «Невеста» с Юттой Ваховяк в роли заключенной коммунистки в период национал-социализма.
С 1967 по 1988 год Райш был вице-президентом Союза работников кино и телевидения ГДР, а в 1983 году стал действительным членом Академии искусств ГДР. Он также был членом Художественного совета DEFA и мастером в киношколе в Потсдаме-Бабельсберге.
После объединения Германии в 1990 году Райш проявил себя прежде всего в качестве педагога. Он преподавал в Высшей школе кино и телевидения имени Конрада Вольфа, в Мюнхенском университете телевидения и кино, в Университете театра и музыки Граца, в Свободном университете Больцано и в Кёльнской академии медиаискусства. Кроме того, он четыре года преподавал в киноклассе Кассельского университета.
С 1997 по 2002 год он также работал внештатным преподавателем на факультете кино Университета Баухаус в Веймаре, а в начале 2003 года стал почетным профессором кино. Он был членом Академии искусств и Немецкой киноакадемии. В ноябре 2013 года за творческую деятельность удостоен приза Фонда DEFA.
С 1972 года Райш был женат вторым браком на Беате Райш, научной сотруднице Академии искусств. Он был отцом двух дочерей от первого брака и двух сыновей от второго брака.
Похороны состоялись 7 марта 2014 года на Французском кладбище в Берлине.

## Фильмография

### Режиссёр
- 1951 — Мы за мир / Freundschaft siegt
- 1956 — Молодо-зелено / Junges Gemüse
- 1957 — След в ночи / Spur in die Nacht
- 1958 — Песня матросов / Das Lied der Matrosen|
- 1959 — Пунш с душистым ясменником / Maibowle
- 1960 — Новогодний пунш / Silvesterpunsch
- 1961 — Совесть пробуждается / Gewissen in Aufruhr (мини-сериал)
- 1962 — Ах, ты весела... / Ach, du fröhliche (по Герману Канту)
- 1963 — Вор из Сан-Маренго / Das Stacheltier - Der Dieb von San Marengo
- 1965 — Пока я жив / Solange Leben in mir ist
- 1966 — Лорд с Александерплац / Ein Lord am Alexanderplatz
- 1968 — Барышня, вы мне нравитесь / Jungfer, Sie gefällt mir
- 1969 — На пути к Ленину / Unterwegs zu Lenin (ГДР—СССР)
- 1971 — Несмотря ни на что / Trotz alledem!
- 1973 — Вольц – жизнь и преображение немецкого анархиста / Wolz - Leben und Verklärung eines deutschen Anarchisten
- 1976 — Гвоздики в целлофане / Nelken in Aspik
- 1978 — Антон-волшебник / Anton der Zauberer
- 1980 — Невеста / Die Verlobte (с Гюнтером Рюккером, в советском прокате «Дом с тяжёлыми воротами»)
- 1986 — Как поют старики... / Wie die Alten sungen...
- 1990 — Зимбабве – Мечты о будущем / Simbabwe - Träume von der Zukunft (ТВ)

### Сценарист
- 1957 — След в ночи / Spur in die Nacht
- 1959 — Пунш с душистым ясменником / Maibowle
- 1959 — Безмолвная звезда / Der schweigende Stern (по роману Станислава Лема «Астронавты», совместно с Польшей)
- 1960 — Новогодний пунш / Silvesterpunsch
- 1961 — Совесть пробуждается / Gewissen in Aufruhr (мини-сериал)
- 1963 — Вор из Сан-Маренго / Das Stacheltier - Der Dieb von San Marengo
- 1965 — Пока я жив / Solange Leben in mir ist
- 1966 — Лорд с Александерплац / Ein Lord am Alexanderplatz
- 1968 — Барышня, вы мне нравитесь / Jungfer, Sie gefällt mir
- 1969 — На пути к Ленину / Unterwegs zu Lenin
- 1976 — Гвоздики в целлофане / Nelken in Aspik
- 1978 — Антон-волшебник / Anton der Zauberer
- 1980 — Невеста / Die Verlobte
- 1986 — Как поют старики... / Wie die Alten sungen...

### Актёр
- 1978 — Антон-волшебник / Anton der Zauberer
- 1986 — Как поют старики... / Wie die Alten sungen...

### Художник
- 1993 — Олимпийское лето / Der olympische Sommer

## Награды
- 1959 — Национальная премия ГДР («Песня матросов»)
- 1961 — Национальная премия ГДР («Совесть пробуждается»)
- 1966 — Национальная премия ГДР («Пока я жив»)
- 1970 — специальная премия кинофестиваля в Карловых Варах («На пути к Ленину»)
- 1970 — Национальная премия ГДР («На пути к Ленину»)
- 1979 — Премия имени Генриха Грайфа
- 1979 — номинация на Золотой приз XI Московского международного кинофестиваля («Антон-волшебник»)
- 1980 — Национальная премия ГДР («Невеста»)
- 1980 — «Хрустальный глобус» кинофестиваля в Карловых Варах («Невеста»)